# Kjell Ola Dahl

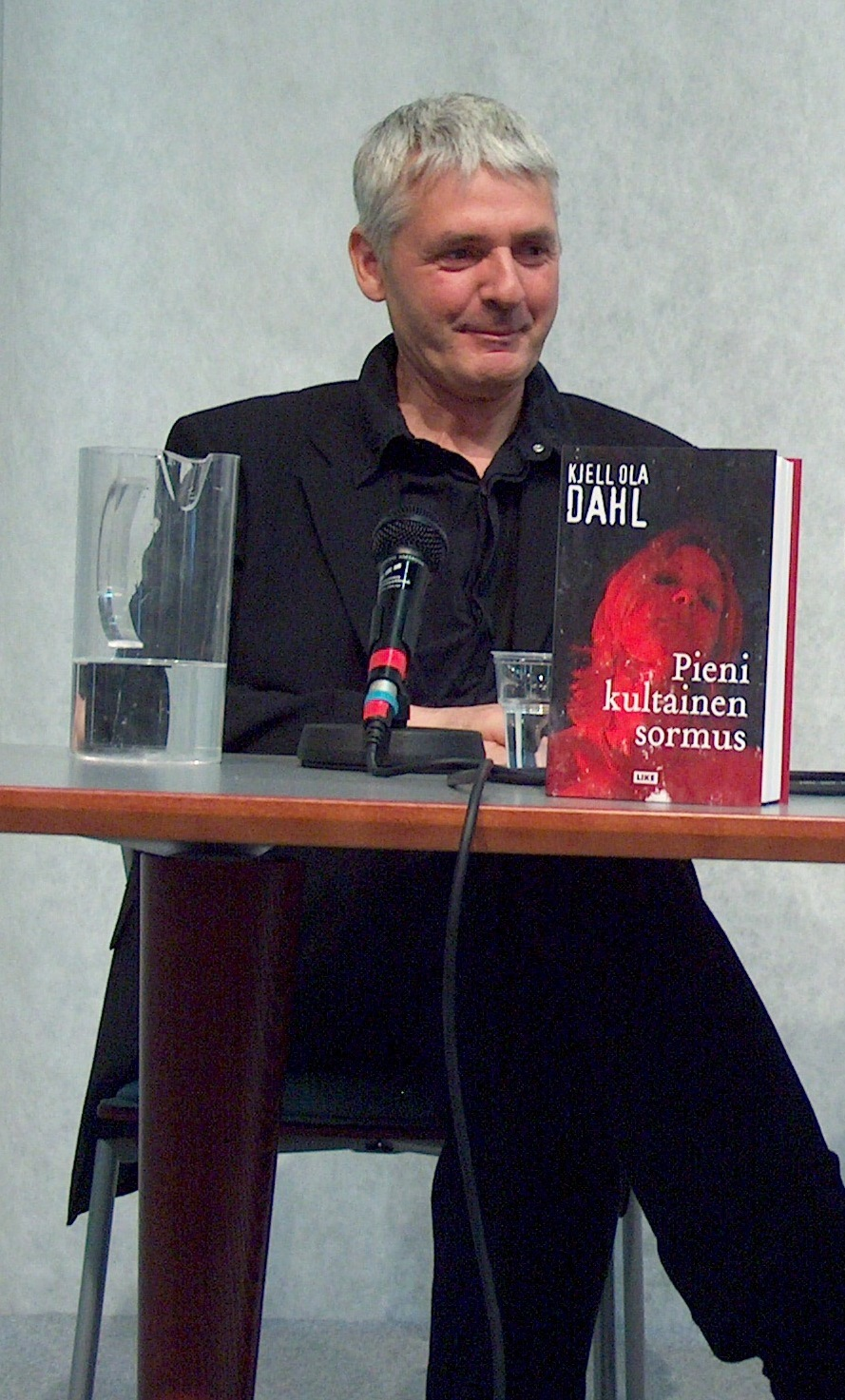
Kjell Ola Dahl (2005)

Kjell Ola Dahl (Gjøvik, 4 febbraio 1958) è uno scrittore e sceneggiatore norvegese.

## Biografia
Figlio di un giornalista, ha studiato Psicologia ed Economia all'Università di Oslo; dopo molti viaggi all'estero, ha lavorato in un istituto scolastico norvegese; nel 1989 ha iniziato a scrivere il primo romanzo, pubblicato nel 1993.
In Italia è noto per la serie di romanzi polizieschi con protagonisti Gunnarstranda e Frolich .

## Romanzi gialli
- Un piccolo anello d'oro, Marsilio, 2006 (En liten gyllen ring, 2000)
- L'uomo in vetrina, Marsilio, 2008 (Mannen i vinduet, 2001)
- Il quarto complice, Marsilio, 2010 (Den fjerde raneren, 2005)
- False apparenze, Marsilio, 2012 (Kvinnen i plast, 2010)
- Il corpo di ghiaccio, Marsilio, 2014 (Isbaderen, 2011)
- L'angelo nero, Marsilio, 2017 (Svart engel, 2007)
- La donna di Oslo, Marsilio, 2021 (Kureren, 2015)

## Sceneggiature
- Vinterland (Winterland), regia di Hisham Zaman (Norvegia, 2007)
- Før snøen faller (Before Snowfall), regia di Hisham Zaman (Norvegia/Germania/Iraq, 2013)